# Novîi Mîr, Henicesk
Novîi Mîr (în ucraineană Новий Мир) este un sat în comuna Rivne din raionul Henicesk, regiunea Herson, Ucraina.

## Demografie
Componența lingvistică a localității Novîi Mîr
     Ucraineană (77,63%)
     Rusă (22,37%)
Conform recensământului din 2001, majoritatea populației localității Novîi Mîr era vorbitoare de ucraineană (77,63%), existând în minoritate și vorbitori de rusă (22,37%).